# 맥 OS X 팬더
맥 OS X 팬서 (Mac OS X Panther, 버전 10.3)는 애플의 데스크톱 및 서버용 운영 체제인 맥 OS X의 네번째 주요 릴리즈이다. 이 버전은 맥 OS X 재규어의 다음 버전이고, 이 버전의 다음 버전은 맥 OS X 타이거이다. 애플은 팬더를 2003년 10월 24일 출시되었다.

## 시스템 요구사항
맥 OS X 팬서를 사용하려면 뉴 월드 롬이 필요하기 때문에, 오리지널 파워 매킨토시 G3, 월스트리트 파워북 G3 같은 구형 모델은 팬더를 사용할 수 없다. 하지만 XPostFacto같은 서드 파티 소프트웨어를 사용하면 팬더를 설치할 수 있다. 그 이전 모델은 팬더를 설치할 수 없다.
시스템 요구 사항은 다음과 같다:
- 파워PC G3, G4, G5 프로세서 (최소 233 MHz)
- USB 기본 탑재 (뉴 월드 롬이 탑재되어야 한다는 것을 표시한다.)
- 최소 128MB의 RAM (512MB 권장. 비공식적으로 96MB 지원)
- 최소 1.5GB의 사용 가능 하드 디스크 공간
- CD 드라이브
- 인터넷 접속 시 서비스 제공자 필요, iDisk는 .Mac 계정 필요 (현재 모바일미)

화상 회의를 할 경우:
- 333MHz 혹은 더 빠른 파워PC G3, G4, G5 프로세서
- 브로드밴드 인터넷 접속 (최소 100 kbit/초)
- 호환되는 파이어와이어 DV 카메라나 웹캠

## 출시 역사
| 버전   | 빌드  | 날짜             | 다윈 버전 | 설명                                                                |
| ------ | ----- | ---------------- | --------- | ------------------------------------------------------------------- |
| 10.3   | 7B85  | 2003년 10월 24일 | 다윈 7.0  | 오리지널 리테일 릴리즈 세트                                         |
| 10.3   | 7B86  | 2003년 10월 24일 | 다윈 7.0  | 서버 에디션                                                         |
| 10.3.1 | 7C107 | 2003년 11월 10일 | 다윈 7.1  | Mac OS X Update 10.3.1: Information and Download                    |
| 10.3.2 | 7D24  | 2003년 12월 17일 | 다윈 7.2  | Mac OS X: About the Mac OS X 10.3.2 Update                          |
| 10.3.2 | 7F28  |                  | 다윈 7.2  | 업데이트된 리테일 릴리즈.                                           |
| 10.3.3 | 7F44  | 2004년 3월 15일  | 다윈 7.3  | Mac OS X: About the Mac OS X 10.3.3 Update (Combo)                  |
| 10.3.4 | 7H63  | 2004년 5월 26일  | 다윈 7.4  | About the Mac OS X 10.3.4 Update                                    |
| 10.3.5 | 7M34  | 2004년 8월 9일   | 다윈 7.5  | About the Mac OS X 10.3.5 Update (Delta); 업데이트된 리테일 릴리즈. |
| 10.3.6 | 7R28  | 2004년 11월 5일  | 다윈 7.6  | About the Mac OS X 10.3.6 Update (Delta)                            |
| 10.3.7 | 7S215 | 2004년 12월 15일 | 다윈 7.7  | About the Mac OS X 10.3.7 Update (Delta)                            |
| 10.3.8 | 7U16  | 2005년 2월 9일   | 다윈 7.8  | About the Mac OS X 10.3.8 Update (Delta)                            |
| 10.3.9 | 7W98  | 2005년 4월 15일  | 다윈 7.9  | About the Mac OS X 10.3.9 Update (Delta)                            |